# Серия Гран-при по фигурному катанию сезона 2010/2011
Серия Гран-при по фигурному катанию сезона 2010—2011 годов — это комплекс ежегодных коммерческих турниров по фигурному катанию среди лучших фигуристов планеты (по рейтингу ИСУ), прошедих осенью и в начале зимы 2010 года. Спортсмены на шести этапах серии соревновались в категориях мужское и женское одиночное катание, парное катание и танцы на льду. За занятые на этапах места были присуждены баллы от 15-ти (за 1 место) до 3-х (за 8 место). Лучшие шесть спортсменов или пар, набравшие наибольшее количество баллов, выступали в финале серии.

## Расписание
| Турнир                          | Место проведения           | Начало           | Окончание        |
| ------------------------------- | -------------------------- | ---------------- | ---------------- |
| NHK Trophy 2010                 | Нагоя, Япония              | 22 октября, 2010 | 24 октября, 2010 |
| Skate Canada 2010               | Кингстон (Онтарио), Канада | 29 октября, 2010 | 31 октября, 2010 |
| Cup of China 2010               | Пекин, Китай               | 5 ноября, 2010   | 7 ноября, 2010   |
| Skate America 2010              | Портленд (Орегон), США     | 12 ноября, 2010  | 14 ноября, 2010  |
| Cup of Russia 2010              | Москва, Россия             | 19 ноября, 2010  | 21 ноября, 2010  |
| Trophee Eric Bompard 2010       | Париж, Франция             | 26 ноября, 2010  | 28 ноября, 2010  |
| Финал Гран-при сезона 2010—2011 | Пекин, Китай               | 9 декабря, 2010  | 12 декабря, 2010 |

## Баллы
За занятые на каждом этапе места спортсмены получают баллы по следующему принципу:
| Занятое место | Баллы (одиночники/танцоры) | Баллы (пары) |
| ------------- | -------------------------- | ------------ |
| 1 место       | 15 баллов                  | 15 баллов    |
| 2 место       | 13 баллов                  | 13 баллов    |
| 3 место       | 11 баллов                  | 11 баллов    |
| 4 место       | 9 баллов                   | 9 баллов     |
| 5 место       | 7 баллов                   | 7 баллов     |
| 6 место       | 5 баллов                   | 5 баллов     |
| 7 место       | 4 балла                    |              |
| 8 место       | 3 балла                    |              |

По шесть спортсменов (пар) в каждой дисциплине, набравшие наибольшее количество баллов, проходят в финал Гран-при. При равном количестве набранных баллов, в финал проходят спортсмены, занявшие более высокое место на пьедестале.

### Набранные баллы
| Баллы     | Мужчины                                                         | Женщины                                                                  | Пары | Танцы |
| --------- | --------------------------------------------------------------- | ------------------------------------------------------------------------ | --- | --- |
| 30 баллов | Дайсукэ Такахаси Такахико Кодзука                               | Мики Андо                                                                | Пан Цин / Тун Цзянь Алёна Савченко / Робин Шолковы                                                                              | Мэрил Дэвис / Чарли Уайт Натали Пешала / Фабьян Бурза                                                                |
| 28 баллов | Патрик Чан                                                      |                                                                          | | Ванесса Крон / Поль Пуарье Екатерина Боброва / Дмитрий Соловьёв                                                      |
| 26 баллов | Томаш Вернер Нобунари Ода                                       | Алисса Чизни Каролина Костнер Канако Мураками Акико Судзуки Рэйчел Флатт | Кирстен Мур-Тауэрс / Дилан Москович Вера Базарова / Юрий Ларионов                                                               | |
| 24 балла  | Флоран Амодьо Джереми Эбботт Брэндон Мроз                       | Киира Корпи                                                              | Любовь Илюшечкина / Нодари Маисурадзе Суй Вэньцзин / Хань Цун Наруми Такахаси / Мервин Тран                                     | |
| 22 балла  |                                                                 | Мирай Нагасу                                                             | | Кэйтлин Уивер / Эндрю Поже Нора Хоффманн / Максим Завозин Майя Шибутани / Алекс Шибутани Мэдисон Чок / Грэг Цуэрлейн |
| 20 баллов | Адам Риппон                                                     |                                                                          | Кэйтлин Янкоускас / Джон Кафлин                                                                                                 | Елена Ильиных / Никита Кацалапов Екатерина Рязанова / Илья Ткаченко                                                  |
| 19 баллов |                                                                 |                                                                          | | |
| 18 баллов | Кэвин Рейнольдс                                                 | Эшли Вагнер Амели Лакост Синтия Фанёф                                    | Пейдж Лоуренс / Руди Свайгерс Аманда Эвора / Марк Ладвиг                                                                        | |
| 17 баллов |                                                                 | Ксения Макарова                                                          | | |
| 16 баллов |                                                                 |                                                                          | Кейди Денни / Джереми Барретт                                                                                                   | Пернель Каррон / Ллойд Джонс                                                                                         |
| 15 баллов |                                                                 |                                                                          | Юко Кавагути / Александр Смирнов                                                                                                | |
| 14 баллов | Самуэль Контести                                                | Агнес Завадски                                                           | Марисса Кастелли / Симон Шнапир Милен Бродёр / Джон Маттаталл                                                                   | Кристина Горшкова / Виталий Бутиков Хуан Синьтун / Чжэн Сюнь                                                         |
| 13 баллов | Юдзуру Ханю                                                     | Джоши Хельгессон                                                         | | Шинед Керр / Джон Керр                                                                                               |
| 12 баллов | Албан Преобер                                                   | Харука Имаи                                                              | | Луция Мысливечкова / Матей Новак                                                                                     |
| 11 баллов | Армин Махбанузаде                                               | Алёна Леонова                                                            | Майлин Хауш / Даниель Венде | Федерика Фаелла / Массимо Скали                                                                                      |
| 10 баллов | Шон Сойер Артур Гачинский                                       | Валентина Маркеи Мао Асада                                               | | |
| 9 баллов  | Бриан Жубер                                                     | Элене Гедеванишвили                                                      | Катарина Гербольдт / Александр Энберт                                                                                           | Александра Пауль / Митчел Ислам                                                                                      |
| 8 баллов  | Кевин ван дер Перрен                                            |                                                                          | | Кэти Рид / Крис Рид                                                                                                  |
| 7 баллов  | Хавьер Фернандес Тацуки Матида Дайсукэ Мураками Шафик Бессегьер | Гэн Бинва Мириан Самсон                                                  | Ксения Столбова / Фёдор Климов Мэган Дюамель / Эрик Рэдфорд Фелиция Чжан / Тейлор Тот                                           | Анна Каппеллини / Лука Ланотте                                                                                       |
| 6 баллов  |                                                                 |                                                                          | | Пенни Кумс / Николас Бакленд                                                                                         |
| 5 баллов  | Такахито Мура Сун Нань                                          | Виктория Хельгессон Софья Бирюкова Аманда Доббс                          | Бритни Симпсон / Натан Миллер Стефания Бертон / Ондржей Готарек Николь Делла Моника / Янник Кокон Клара Кадлецова / Петр Бидарж | Линн Крайнкрайрут / Логан Джульетти-Смитт Мэдисон Хаббелл / Кифер Хаббелл                                            |
| 4 балла   | Росс Майнер Адриан Шультхайсс У Цзялян Петер Либерс             | Кэролайн Чжан Соня Лафуэнте                                              | | Харис Ральф / Ашер Хилл Сара Арнольд / Джастин Трожек                                                                |
| 3 балла   | Джереми Тен Гуань Цзиньлинь Иван Третьяков Антон Ковалевский    | Маэ Беренис Мейт Кристин Мусадемба Фумиэ Сугури                          | | Юй Сяоян / Ван Чэнь Штефани Фроберг / Тим Гизен                                                                      |

 — отобравшиеся в финал Гран-при.

## Медалисты
| Турнир     | Дисциплина | Золото                 | Серебро                     | Бронза                       |
| NHK Trophy | Мужчины    | Дайсукэ Такахаси       | Джереми Эбботт              | Флоран Амодьо                |
| NHK Trophy | Женщины    | Каролина Костнер       | Рэйчел Флатт                | Канако Мураками              |
| NHK Trophy | Пары       | Пан Цин Тун Цзянь      | Вера Базарова Юрий Ларионов | Наруми Такахаси Мервин Тран  |
| NHK Trophy | Танцы      | Мэрил Дэвис Чарли Уайт | Кэйтлин Уивер Эндрю Поже    | Майя Шибутани Алекс Шибутани |

| Турнир       | Дисциплина | Золото                              | Серебро                           | Бронза                      |
| Skate Canada | Мужчины    | Патрик Чан                          | Нобунари Ода                      | Адам Риппон                 |
| Skate Canada | Женщины    | Алисса Чизни                        | Ксения Макарова                   | Амели Лакост                |
| Skate Canada | Пары       | Любовь Илюшечкина Нодари Маисурадзе | Кирстен Мур-Тауэрс Дилан Москович | Пейдж Лоуренс Руди Свайгерс |
| Skate Canada | Танцы      | Ванесса Крон Поль Пуарье            | Шинед Керр Джон Керр              | Мэдисон Чок Грэг Цуэрлейн   |

| Турнир       | Дисциплина | Золото                     | Серебро                            | Бронза                        |
| Cup of China | Мужчины    | Такахико Кодзука           | Брэндон Мроз                       | Томаш Вернер                  |
| Cup of China | Женщины    | Мики Андо                  | Акико Судзуки                      | Алёна Леонова                 |
| Cup of China | Пары       | Пан Цин Тун Цзянь          | Суй Вэньцзин Хань Цун              | Кэйтлин Янкоускас Джон Кафлин |
| Cup of China | Танцы      | Натали Пешала Фабьян Бурза | Екатерина Боброва Дмитрий Соловьёв | Федерика Фаелла Массимо Скали |

| Турнир        | Дисциплина | Золото                       | Серебро                           | Бронза                       |
| Skate America | Мужчины    | Дайсукэ Такахаси             | Нобунари Ода                      | Армин Махбанузаде            |
| Skate America | Женщины    | Канако Мураками              | Рэйчел Флатт                      | Каролина Костнер             |
| Skate America | Пары       | Алёна Савченко Робин Шолковы | Кирстен Мур-Тауэрс Дилан Москович | Суй Вэньцзин Хань Цун        |
| Skate America | Танцы      | Мэрил Дэвис Чарли Уайт       | Ванесса Крон Поль Пуарье          | Майя Шибутани Алекс Шибутани |

| Турнир        | Дисциплина | Золото                             | Серебро                     | Бронза                         |
| Cup of Russia | Мужчины    | Томаш Вернер                       | Патрик Чан                  | Джереми Эбботт                 |
| Cup of Russia | Женщины    | Мики Андо                          | Акико Судзуки               | Эшли Вагнер                    |
| Cup of Russia | Пары       | Юко Кавагути Александр Смирнов     | Наруми Такахаси Мервин Тран | Аманда Эвора Марк Ладвиг       |
| Cup of Russia | Танцы      | Екатерина Боброва Дмитрий Соловьёв | Нора Хоффман Максим Завозин | Елена Ильиных Никита Кацалапов |

| Турнир               | Дисциплина | Золото                       | Серебро                          | Бронза                    |
| Trophee Eric Bompard | Мужчины    | Такахико Козука              | Флоран Амодьо                    | Брэндон Мроз              |
| Trophee Eric Bompard | Женщины    | Киира Корпи                  | Мираи Нагасу                     | Алисса Чизни              |
| Trophee Eric Bompard | Пары       | Алёна Савченко Робин Шолковы | Вера Базарова Юрий Ларионов      | Майлин Хауш Даниэль Венде |
| Trophee Eric Bompard | Танцы      | Натали Пешала Фабьян Бурза   | Екатерина Рязанова Илья Ткаченко | Мэдисон Чок Грег Цуэрлейн |

| Турнир | Дисциплина | Золото                       | Серебро                    | Бронза                   |
| ФИНАЛ  | Мужчины    | Патрик Чан                   | Нобунари Ода               | Такахико Козука          |
| ФИНАЛ  | Женщины    | Алисса Чизни                 | Каролина Костнер           | Канако Мураками          |
| ФИНАЛ  | Пары       | Алёна Савченко Робин Шолковы | Пан Цин Тун Цзянь          | Суй Вэньцзин Хань Цун    |
| ФИНАЛ  | Танцы      | Мэрил Дэвис Чарли Уайт       | Натали Пешала Фабьян Бурза | Ванесса Крон Поль Пуарье |